# Ángel Gillard
Ángel Nahuel Gillard (San Martín, Argentina; 21 de enero de 2002) es un futbolista argentino que se desempeña como puntero izquierdo y actualmente milita en Deportes Concepción de la Primera B de Chile.

## Trayectoria
Inició su carrera a los 4 años en el club Deportivo Libertador jugando como arquero. Luego comenzó a jugar como jugador de campo, hasta que encontró su puesto como puntero. Luego se unió a las divisiones inferiores de Chacarita Juniors; sin embargo, a los 15 años debió dejar el fútbol por dos años debido a problemas económicos, trabajando como repartidor, pizzero, constructor, entre otras labores. Un día aceptó la invitación de un primo a jugar por Central Ballester, club en donde pasó una prueba y retomó el fútbol.
En 2020 viajó a Chile a probarse a Universidad de Chile, donde no quedó. Sin embargo, fue a prueba a Fernández Vial de la Segunda División, en donde tras ser figura en un partido amistoso, fue contratado. En el equipo aurinegro se coronó como campeón de la categoría esa misma temporada. También formó parte de los planteles que descendieron a la Segunda División en 2022, y al fútbol amateur en 2024.
En enero de 2025 es anunciado como refuerzo de Deportes Concepción, en donde formará parte del equipo que competirá en la Primera B esa temporada.

## Clubes
| Club                | País  | Año       |
| ------------------- | ----- | --------- |
| Fernández Vial      | Chile | 2020-2024 |
| Deportes Concepción | Chile | 2025-Act. |

## Palmarés

### Campeonatos nacionales
| Título                       | Equipo         | País  | Año  |
| ---------------------------- | -------------- | ----- | ---- |
| Segunda División Profesional | Fernández Vial | Chile | 2020 |